# أنتونيو كابريني
أنتونيو كابريني (بالإيطالية: Antonio Cabrini)‏ من مواليد 8 أكتوبر 1957 في سيرمونا في إيطاليا، لاعب كرة قدم إيطالي سابق، ومدرب كرة قدم إيطالي حالي.
لعب مع منتخب إيطاليا لكرة القدم.

## مسيرته الكروية
لعب أنتونيو كابريني خلال مسيرته الاحترافية مع 4 أندية في ثمانية عشر موسمًا وسجل خلالها 38 هدفًا ضمن 416 مباراة. حيث فاز في موسمين بالكأس وفي ستة مواسم بالدوري.
خاض أنتونيو كابريني مسيرته مع نادي كريمونيسي في موسم 1973–74 ولمدة موسمين، مشاركًا في 29 مباراة سجل خلالها هدفين. ثم انتقل إلى نادي أتالانتا في موسم 1975–76 لمدة موسم واحد، حيث شارك في 35 مباراة سجل خلالها هدفًا واحدًا. لينتقل بعدها إلى نادي يوفنتوس في موسم 1976–77 ليلعب معه ثلاثة عشر موسمًا، مشاركًا في 297 مباراة سجل خلالها 33 هدفًا. ثم انتقل إلى نادي بولونيا في موسم 1989–90 ولمدة موسمين، مشاركًا في 55 مباراة سجل خلالها هدفين.

## روابط خارجية
- أنتونيو كابريني على موقع IMDb (الإنجليزية)
- أنتونيو كابريني على موقع الاتحاد الدولي (مؤرشف)  (الإنجليزية)
- أنتونيو كابريني على موقع الاتحاد الأوربي (الإنجليزية)
- أنتونيو كابريني على موقع قاعدة بيانات كرة القدم.إي يو (الإنجليزية)
- أنتونيو كابريني على موقع ناشيونال فوتبول تيمز (الإنجليزية)
- أنتونيو كابريني على موقع Soccerbase.com (لاعب) (الإنجليزية)
- أنتونيو كابريني على موقع عالم كرة القدم.نت (الإنجليزية)
- أنتونيو كابريني على موقع كووورة
- أنتونيو كابريني على موقع GSA (الإنجليزية)